# Nitro Circus: The Movie
Nitro Circus: The Movie é um filme americano de(o melhor é o travis pastrana) ação, comédia e Reality Show, lançado em 2012 nos EUA, com a tecnologia 3D. Derivado da série homônima da MTV.
Foi lançado nos cinemas dos EUA em Agosto de 2012. No Brasil, o filme será lançado diretamente em Home-video, em 8 de Setembro de 2013. 

## Sinopse
Com muita adrenalina, aventuras jamais vistas e desastres hilariantes, Nitro Circus: O Filme, estrelado por atletas do mundialmente famoso Nitro Circus, sob o comando do maior atleta de ação do mundo, Travis Pastrana, um verdadeiro demônio, que serve de mestre de cerimônias e chefe desse grupo de intrépidos, destemidos e extravagantes imprudentes, cujas proezas desafiam a morte. 

## Elenco
- Gregg Godfrey
- Jeremy Rawle
- Travis Pastrana
- Jolene Van Vugt
- Streetbike Tommy
- Jim DeChamp
- Special Greg
- Erik Roner

## Recepção
O filme recebeu críticas extremamente negativas, e atualmente detém 6% no Rotten Tomatoes. O filme arrecadou US$3.377.618 nos Estados Unidos, e um adicional de US$806.697 dólares no exterior, fazendo um total de US$4.183.697 ao redor do mundo.